# 669952 Kootker
669952 Kootker è un asteroide della fascia principale interna. Scoperto nel 2013, presenta un'orbita caratterizzata da un semiasse maggiore pari a 1,883612 UA e da un'eccentricità di 0,076674, inclinata di 22,093255° rispetto all'eclittica.